# Baynard Castle

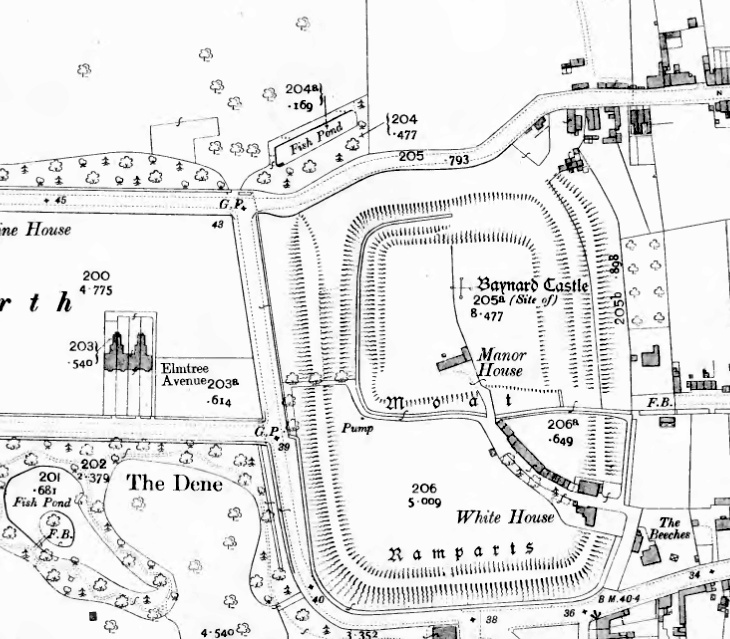
Überreste der Erdwerke der Burg, Ordnance-Survey-Karte 1:252 (1910)

Baynard Castle ist eine abgegangene Burg im Dorf Cottingham in der englischen Verwaltungseinheit East Riding of Yorkshire. Die Burg mit Burggraben aus dem 12. und 13. Jahrhundert ist als Castle at Cottingham oder Stutville’s Castle dokumentiert. Der Begriff Baynard Castle kam erst im 19. Jahrhundert auf.

## Beschreibung
Die Erdwerke der Burg sind rechteckig angelegt und bestehen aus einem Wall und einem Graben, die eine Fläche von etwa 45.000 m² einschließen. Eine zweite Linie von Erdwerken schützte die nördliche Hälfte der Burg. Ein Donjon soll in der Nordostecke gestanden haben und der derzeitige Eingang zur Burganlage im südöstlichen Viertel erinnert an den ursprünglichen Eingang.

## Geschichte
Hinweise auf ein Herrenhaus auf dem späteren Burggelände in Cottingham stammen schon aus den 1170er-Jahren. Im Jahre 1200 war König Johann Ohneland bei William de Stuteville in Cottingham zu Gast, wurde dort unterhalten und gewährte Stuteville das Marktrecht für das Dorf und die Befestigung des Herrenhauses. 1201 wurde die Erlaubnis zur Befestigung des Herrenhauses (engl.: „Licence to crenellate“) herausgegeben. 1272 war ein Burggraben entstanden und für 1282 sind ein doppelter Graben und eine Grenzmauer dokumentiert.
Nach dem Tod von Nicholas de Stuteville fiel die Burg über seine Tochter Joan 1233 an Hugh Wake und danach an dessen Nachkommen. König Eduard I. verbrachte Weihnachten 1299 auf der Burg. 1327 erhielt Thomas Wake, 2. Baron Wake of Liddell, eine zweite königliche Erlaubnis, die Burg zu befestigen, aber als er 1349 starb, soll das Herrenhaus bereits verfallen gewesen sein.
Nach Thomas Wakes Tod fiel die Burg über seine Schwester Margaret Wake, 3. Baroness Wake of Liddell, an die Earls of Kent (und Barone Holand). Ab 1365 wurde das Herrenhaus repariert und der Bau eines Tores wurde beauftragt.
Die Grundherrschaft Cottingham wurde 1407 unter drei Töchtern aufgeteilt, wonach die Burg offensichtlich nicht mehr gebraucht wurde. Das Torhaus allerdings wurde in den Jahren 1500 und 1501 wiederaufgebaut. John Leland erwähnte in seinem Reisehandbuch von 1538 Bauernhäuser innerhalb der Burgbefestigungen und 1590 beschrieb William Camden die Burg als Ruine.

„Als ich in die großartige Hochlandstadt Cottingham eintrat, sah ich, wo das Stuteville-Kastell – mit einem doppelten Wall und Graben eingefriedet – stand, von dem heute nichts geblieben ist.”
 – John Leland, Reisetagebuch 1538.

### Herrenhaus
Es gibt eine Legende über ein früheres Herrenhaus, das vermutlich auf Befehl seines Besitzers 1541 zerstört wurde. Der Besitzer erwartete den Besuch Heinrichs VIII. und fürchtete die amourösen Annäherungen des Königs gegenüber seiner Gattin und letztlich auch um sein eigenes Wohlergehen. So ordnete er an, das Haus in Brand zu setzen, um den Besuch des Königs zu verhindern.
Das heutige Old Manor House (auch Sarum Manor genannt) liegt in der südlichen Hälfte der Burg, außerhalb des zweiten Grabens, und stammt vermutlich aus dem 16. Jahrhundert mit Anbauten und Veränderungen aus dem 20. Jahrhundert. English Heritage hat es als historisches Gebäude II. Grades gelistet.

### Heute
Der Name Baynard Castle wird etwa seit dem 19. Jahrhundert benutzt. Das Burggelände ist seit 1949 ein Scheduled Monument. Neben dem Old Manor House sind noch zwei weitere Gebäude in der Nähe des Burggeländes gelistet, eine Remise mit dem dazugehörigen Stall und The White House, beides zweistöckige Ziegelbauten aus dem 18. Jahrhundert am Weg zum Burggelände.

## Sonstiges
Cottingham Castle war auch der Name eines Herrenhauses aus dem 19. Jahrhundert, das für Thomas Thompson (1754–1828) erbaut wurde und in den 1860er-Jahren abbrannte. Heute heißt das Castle Hill Hospital nach ihm.